# Gallardo (Familienname)
Gallardo ist ein spanischer Familienname.

## Namensträger
- Agustín Gallardo (* 2001), argentinischer Volleyballspieler
- Alberto Gallardo (1940–2001), peruanischer Fußballspieler und -trainer
- Almudena Gallardo (* 1979), spanische Bogenschützin
- Ángel Gallardo (Politiker, 1867) (1867–1934), argentinischer Naturwissenschaftler, Hochschullehrer und Politiker (UCR)
- Ángel Gallardo (Golfspieler) (* 1943), spanischer Golfspieler
- Ángel Gallardo (Tontechniker), Tontechniker
- Ángel Ossorio y Gallardo (1873–1946), spanischer Politiker und Diplomat
- Antonio Gallardo (* 1989), mexikanischer Fußballspieler
- Bartolomé José Gallardo (1776–1852), spanischer Bibliothekar, Autor, Romanist und Hispanist
- Carlos Gallardo (* 1966), mexikanischer Schauspieler und Filmproduzent
- Eduardo Gallardo (* 1969), argentinischer Handballtrainer
- Ernestina Gallardo (1912–1982), deutsche Schauspielerin und Sängerin
- Francisco Gallardo (* 1980), spanischer Fußballspieler
- Gilberto Rincón Gallardo (1939–2008), mexikanischer Politiker
- Guillermo Gallardo (* 1970), argentinischer Volleyballtrainer
- Horacio Gallardo (* 1981), bolivianischer Radrennfahrer
- Ignacio Salas Gallardo (1938–2003), mexikanischer Fußballspieler
- Iván Gallardo (* 1965), chilenisch-deutscher Schauspieler
- Ivana Gallardo (* 1993), chilenische Leichtathletin
- Jesús Gallardo (* 1994), mexikanischer Fußballspieler
- Joe Gallardo (* 1939), US-amerikanischer Jazzmusiker
- Jorge Gallardo Lozada (* 1934), bolivianischer Politiker
- José Gallardo (* 1970), argentinischer Pianist
- José de Gálvez y Gallardo (1720–1787), spanischer Adeliger, Beamter und Minister
- José Miguel Gallardo (1897–1976), puerto-ricanischer Politiker
- José del Carmen Valle Gallardo (1908–2000), chilenischer Geistlicher
- Julio Gallardo (1942–1991), chilenischer Fußballspieler
- Karen Gallardo (* 1984), chilenische Leichtathletin
- Lino Gallardo (1773–1837), venezolanischer Musiker, Komponist und Dirigent
- Lola Gallardo (* 1993), spanische Fußballtorhüterin
- Lucy Gallardo (1928–2012), argentinische Schauspielerin
- Luis Felipe Gallardo Martín del Campo (* 1941), mexikanischer Ordensgeistlicher, Bischof von Veracruz
- Marcelo Gallardo (* 1976), argentinischer Fußballspieler
- Miguel Gallardo Valles (* 1981), mexikanischer Tennisspieler
- Miguel Gallardo (Comiczeichner) (1955–2022), spanischer Comiczeichner
- Miguel Ángel Félix Gallardo (* 1946), mexikanischer Drogenboss
- Miriam Gallardo (* 1968), peruanische Volleyballspielerin
- Nadja Gallardo (* 1986), deutsche Volleyballspielerin
- Natalia López Gallardo (* 1980), mexikanisch-bolivianische Filmeditorin und Schauspielerin, siehe Natalia López
- Nelson Gallardo (* 1945), chilenischer Fußballspieler
- Rafael Gallardo García (1927–2021), mexikanischer Geistlicher, Bischof von Tampico
- Ricardo Alvarado Gallardo (1914–1983), salvadorianischer Diplomat
- Sara Gallardo (1931–1988), argentinische Schriftstellerin
- Sergio Gallardo (* 1979), spanischer Mittelstreckenläufer
- Silvana Gallardo (1953–2012), US-amerikanische Schauspielerin
- Silvana Pacheco Gallardo (* 1981), peruanische Schachspielerin
- Steve Gallardo (* 1968), US-amerikanischer Politiker
- Yovani Gallardo (* 1986), US-amerikanischer Baseballspieler